# Tillinae
Tillinae es una subfamilia de coleópteros polífagos que pertenecen a la familia Cleridae.

## Géneros
| - Antenius Fairmaire, 1903 - Arachnoclerus Fairmaire, 1902 - Araeodontia Barr, 1952 - Archalius Fairmaire, 1903 - Aroterus Schenkling, 1906 - Basilewskyus Pic, 1950 - Biflabellotillus Pic, 1949 - Bilbotillus Kolibac, 1997 - Bogcia Barr, 1978 - Bostrichoclerus Van Dyke, 1938 - Callotillus - Ceratocopus Hintz, 1902 - Chilioclerus Solervicens, 1976 - Cladiscopallenis Pic, 1949 - Cladiscus Chevrolat, 1843 - Cladomorpha Pic, 1949 - Cteniopachys Fairmaire, 1889 - Cylidroctenus Kraatz, 1899 - Cylidrus Latreille, 1825 - Cymatodera Gray in Griffith, 1832 - Cymatoderella Barr, 1962 - Dedana Fairmaire, 1888 - Denops Fischer von Waldheim, 1829 - Diplocladus Fairmaire, 1885 - Diplopherusa Heller, 1921 - Eburneocladiscus Pic, 1955 - Egenocladiscus Corporaal & van der Wiel, 1949 - Elasmocylidrus Corporaal, 1939 - Enoploclerus Hintz, 1902 - Eucymatodera Schenkling, 1899 - Falsopallenis Pic, 1926 - Falsotillus Gerstmeier & Kuff, 1992 - Flabellotilloidea Gerstmeier & Kuff, 1992 - Gastrocentrum Gorham, 1876 - Gracilotillus Pic, 1933 - Impressopallenis Pic, 1953 - Isocymatodera Hintz, 1902 | - Lecontella Wolcott & Chapin, 1918 - Leptoclerus Kraatz, 1899 - Liostylus Fairmaire, 1886 - Macroliostylus Pic, 1939 - Magnotillus Pic, 1936 - Melanoclerus Chapin, 1919 - Microtillus Pic, 1950 - Monophylla Spinola, 1841 - Nodepus Gorham, 1892 - Notocymatodera Schenkling, 1907 - Onychotillus Chapin, 1945 - Orthocladiscus Corporaal & van der Wiel, 1949 - Pallenis Laporte de Castelnau, 1836 - Paracladiscus Miyatake, 1965 - Paradoxocerus Kraatz, 1899 - Paraspinoza Corporaal, 1942 - Philocalus Klug, 1842 - Picoclerus Corporaal, 1936 - †Prospinoza (fossil) - Pseudachlamys Duvivier, 1892 - Pseudogyponix Pic, 1939 - Pseudopallenis Kuwert, 1893 - Pseudoteloclerus Pic, 1932 - Rhopaloclerus Fairmaire, 1886 - Smudlotillus Kolibac, 1997 - Spinoza Lewis, 1892 - Stenocylidrus Spinola, 1844 - Strotocera Schenkling, 1902 - Synellapotillus Pic, 1939 - Synellapus Fairmaire, 1903 - Teloclerus Schenkling, 1903 - Tilloclerus White, 1849 - Tillodadiscus Pic, 1953 - Tillodenops Hintz, 1905 - Tilloidea Laporte de Castelnau, 1832 - Tillus Olivier, 1790 - Tylotosoma Hintz, 1902 |